# IC 4452
IC 4452 — галактика типу Sa (спіральна галактика) у сузір'ї Волопас.
Цей об'єкт міститься в оригінальній редакції індексного каталогу.